# Măgar
Măgarul (Equus africanus asinus) este un animal din familia calului, mai mic decât acesta, cu părul de obicei sur, cu capul mare și cu urechile lungi, folosit ca animal de povară și de tracțiune.

## Istorie
Strămoșii măgarului modern sunt subspecii ale măgarului sălbatic african (Equus africanus) care trăia în Nubia și Somalia. Măgarii au fost mai întâi domesticiți în jurul anului 3000 î.Hr., sau 4000 î.Hr., probabil, în Egipt sau Mesopotamia, și s-au răspândit în întreaga lume.

## Caracteristici
Măgarii variază considerabil în dimensiuni, în funcție de rasă. Înălțimea la greabăn variază de la 80–160 cm, iar greutatea de la  80–480 kg. Măgarii au o durată de viață de 30 până la 50 de ani.

## Prezent
Aproximativ 41 de milioane de măgari au fost raportați la nivel mondial în 2006.
China are cele mai multe exemplare (11 milioane), ea este urmată de Pakistan, Etiopia și Mexic. Unii cercetători cred că numărul real este ceva mai mare, deoarece mulți măgari nu sunt numărați. Numărul de rase și procentajul din populația lumii, pentru fiecare dintre regiunile FAO ale lumii, în 2006:
| Regiune                           | Nr. de rase | % din populația lumii |
| --------------------------------- | ----------- | --------------------- |
| Africa                            | 26          | 26.9                  |
| Asia și Pacific                   | 32          | 37.6                  |
| Europa și Caucaz                  | 51          | 3.7                   |
| America Latină și Zona Caraibelor | 24          | 19.9                  |
| Orientul Apropiat și Mijlociu     | 47          | 11.8                  |
| America de Nord                   | 5           | 0.1                   |
| Lume                              | 185         | 41 milioane capete    |

## Utilizare în alimentație
Codul Comun Internațional Privind Achizițiile de Produse și Servicii - CPV (Common Procurement Vocabulary) 15118900-7 include produsele „Carne de măgar, de catâr sau de bardou”.

## Galerie de imagini

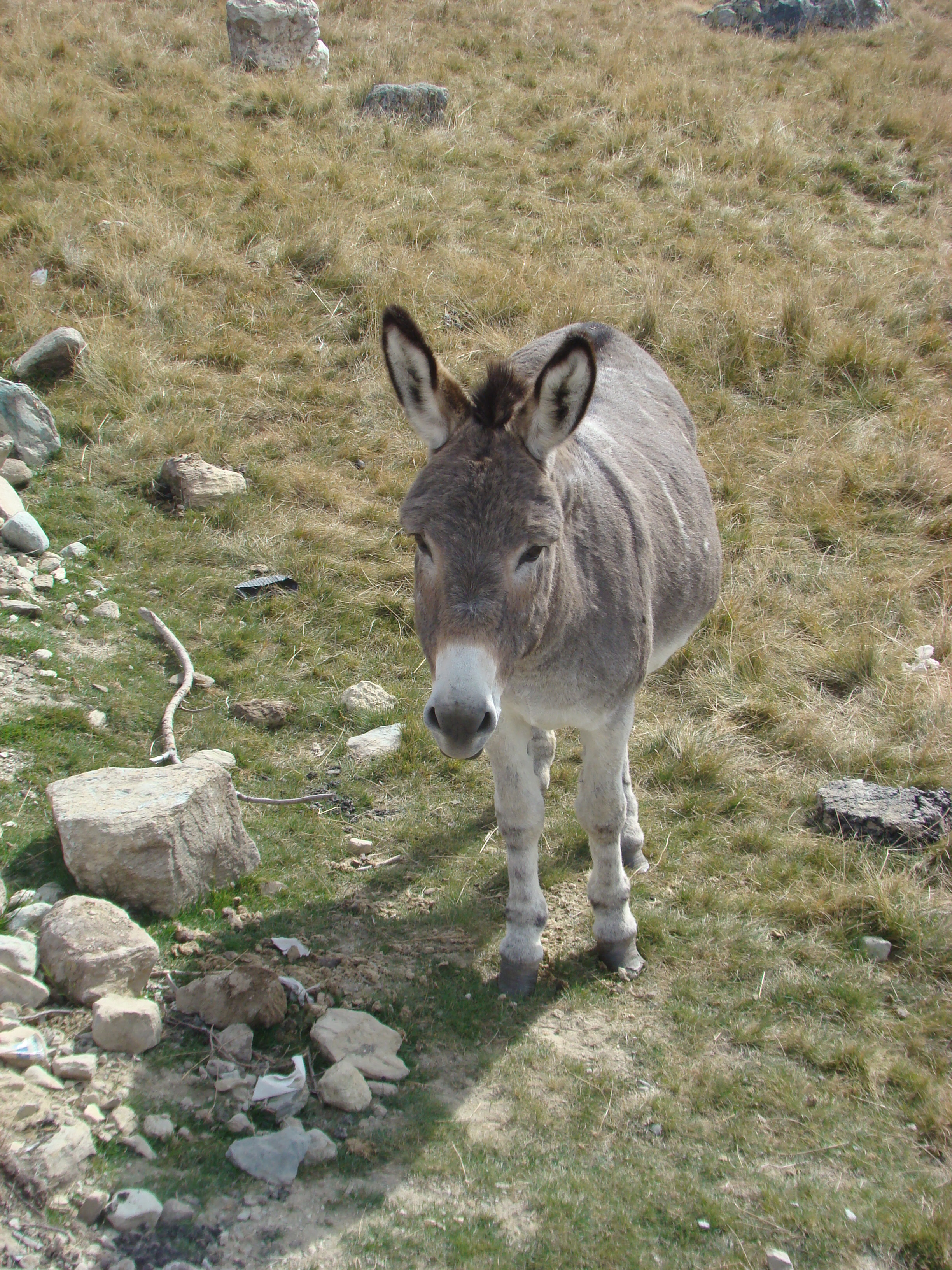
Măgar
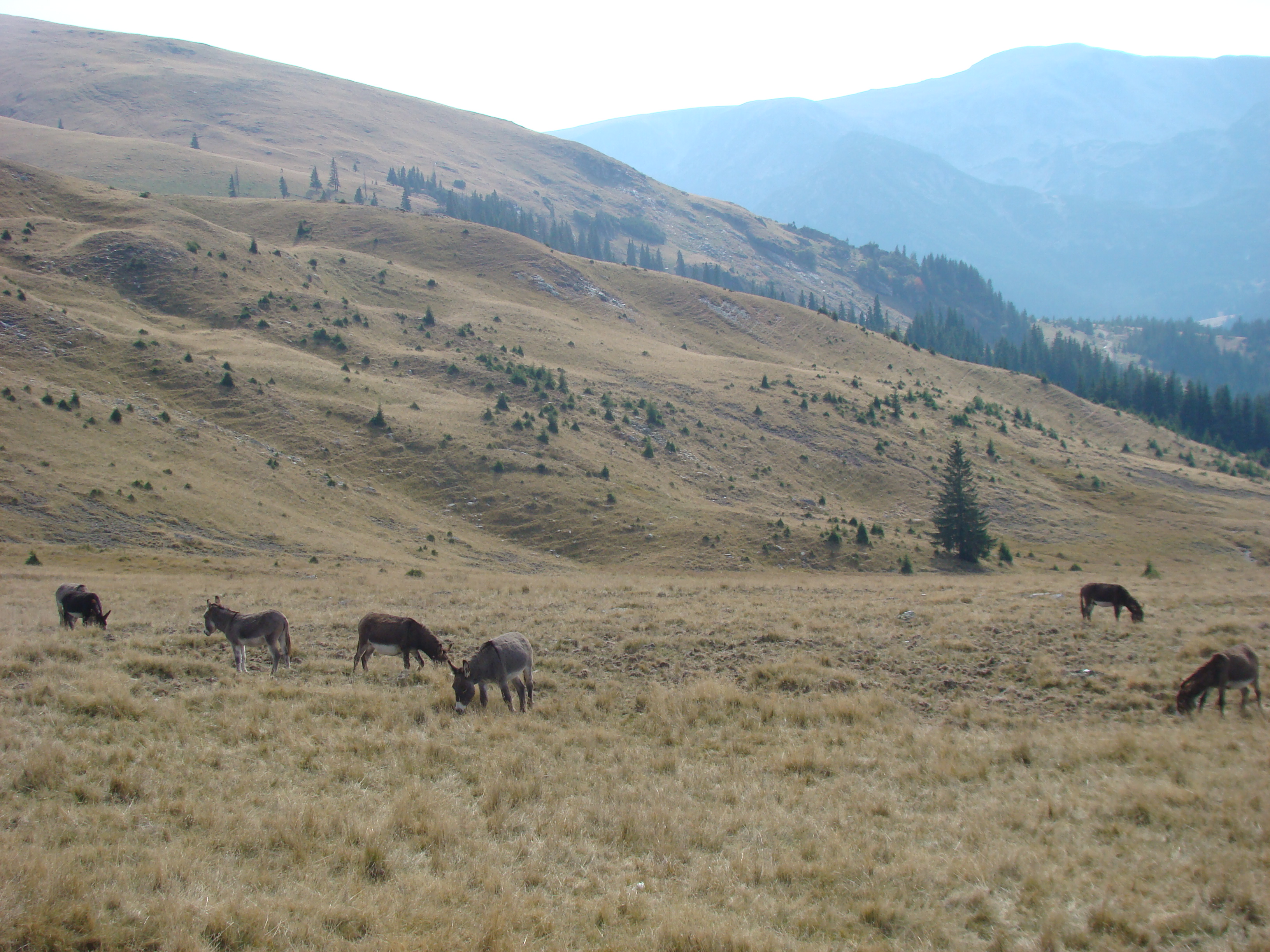
Turmă de măgari în Munții Pârâng
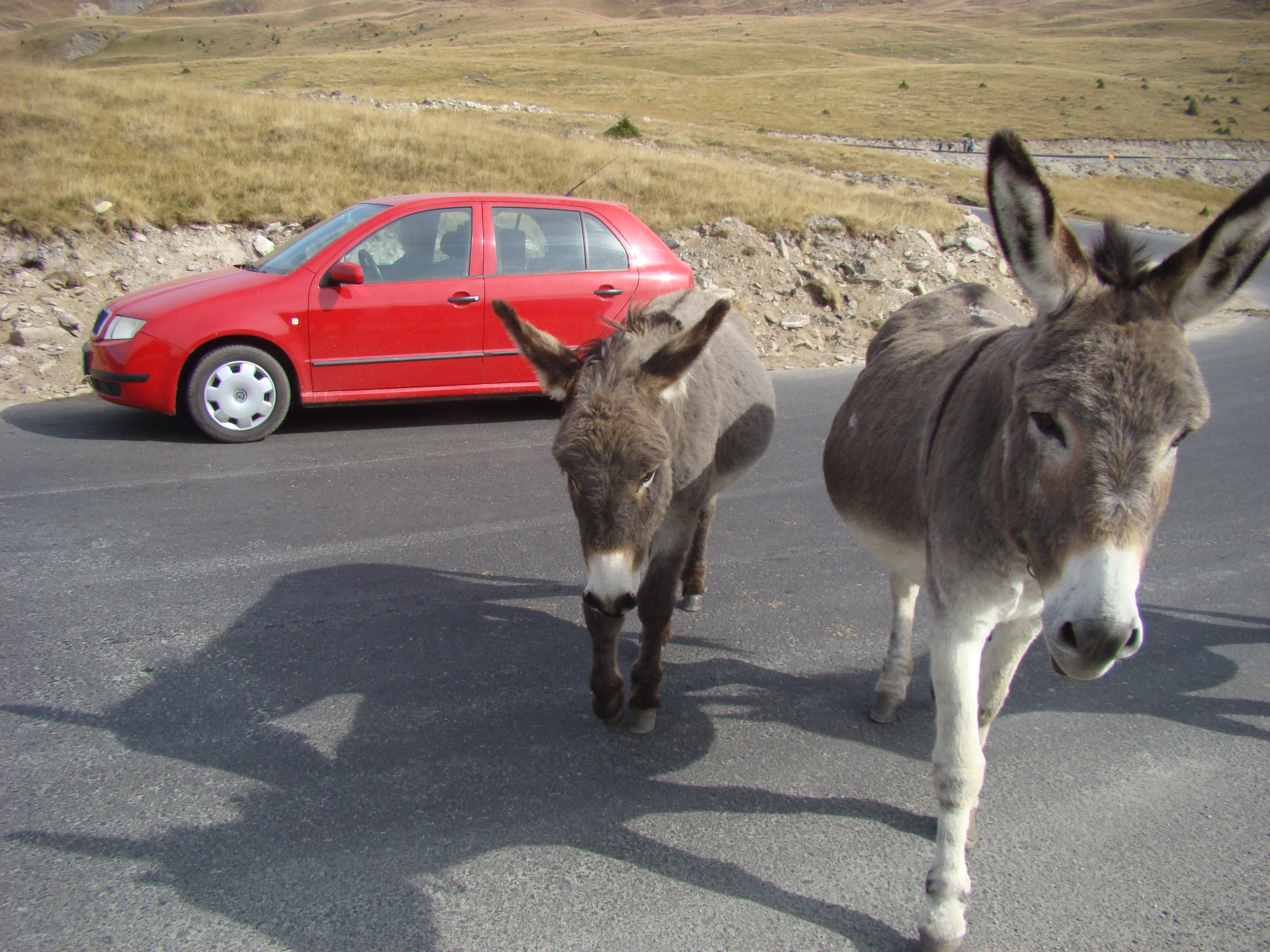
Măgari
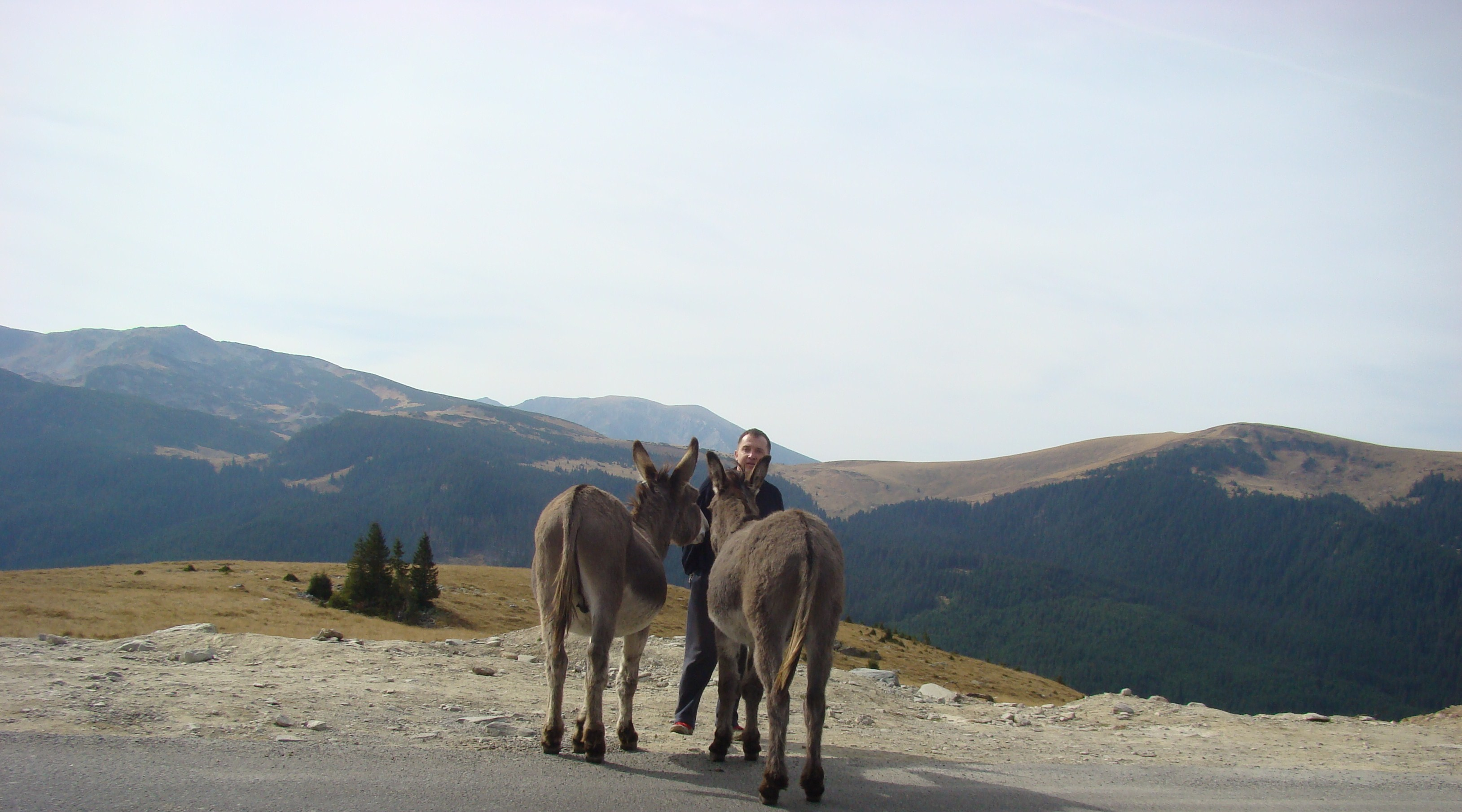
Măgari
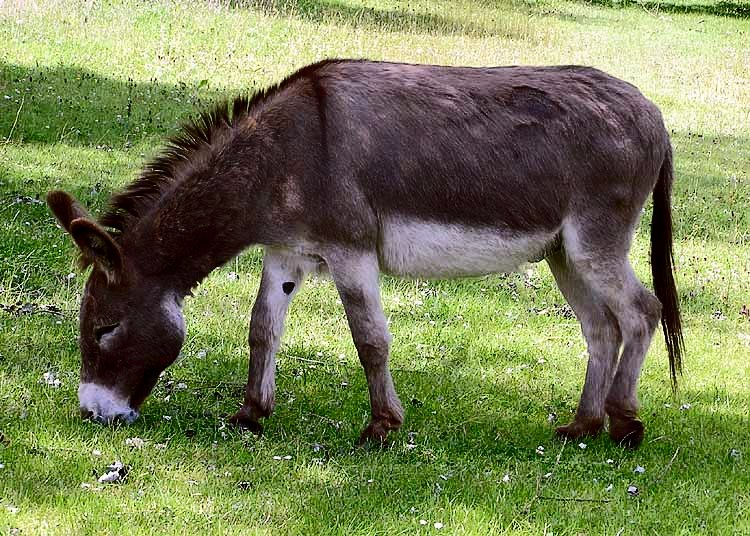
Măgar în Clovelly, North Devon, Anglia